# Ex convento dei Cappuccini (La Spezia)
L'ex convento dei frati Cappuccini era un edificio religioso posto sulla sommità del cosiddetto Colle dei Cappuccini alla Spezia, dove ora sorgono la Cattedrale di Cristo Re e Piazza Europa.

## Storia
Il primo insediamento sul colle risale al 1455 quando fu edificato un modesto edificio religioso affidato ai Francescani Minori Osservanti. In questa epoca il promontorio era conosciuto con il nome di “Colle della Ferrara”, probabilmente per la presenza di una cava di proprietà della famiglia Ferrari o Ferrara. Negli anni successivi l'edificio religioso fu opportunamente ampliato e destinato all’accoglienza degli appestati sotto la gestione, dal 1578, dei frati Cappuccini. Fu così che poco alla volta il colle della Ferrara divenne il Colle o Rocca dei Cappuccini, sul quale venne costruito il convento a partire dal 1588. Il convento era situato proprio in corrispondenza dell'attuale palazzo comunale, mentre dalla punta del promontorio si staccavano alcuni scogli affioranti; su uno di questi fu edificato un mulino a vento, comunemente chiamato Torretto e situato proprio in corrispondenza dell'attuale edificio della Capitaneria di porto, mentre la chiesa che fu edificata era dedicata alla Madonna degli Angeli.
Nel 1798 nel giardino del convento fu installata per ordine della Repubblica Ligure una batteria di cannoni e mortai; per onor di cronaca, già nel 1740 il governo della Repubblica di Genova aveva edificato nello stesso punto una piccola batteria a protezione del Golfo, ma ciò che realizzarono i francesi fu certamente un ottimo deterrente contro l'intrusione di eventuali vascelli nemici: essi piazzarono sei dei dodici cannoni in bronzo di grosso calibro presenti nella fortezza di Santa Maria, conosciuti come i “dodici apostoli”. Nel dicembre di quell'anno il generale francese Miollis ingiunse ai frati di lasciare il convento. Questi poterono farvi ritorno circa un anno dopo, ma furono nuovamente espulsi nel 1810. I Cappuccini poterono tornare alla loro antica sede il 1º novembre 1815.
Appena i Savoia presero possesso della Liguria, all’indomani del Congresso di Vienna, non solo si affrettarono a riarmare la batteria ma la potenziarono realizzando una seconda linea difensiva in corrispondenza del mulino che prese il nome di “batteria del mulino a vento”; questa batteria fu armata di cinque cannoni da 160 millimetri e da due da 120 millimetri.
Nel 1849 il convento dovette alloggiare i fanti della Brigata Regina, successivamente nel giardino fu collocato un telegrafo aereo che trasmetteva mediante lampi di luce i messaggi in codice Morse alla limitrofa stazione telegrafica situata tra il Monte Verrucoli e il Monte Fraschi, in quella località che ancora oggi porta il nome di Telegrafo; da qui i messaggi venivano trasmessi a Genova con lo stesso metodo mediante l’ausilio di altre stazioni telegrafiche dislocate in punti ben visibili della riviera. Questo tipo di comunicazione fu abbandonato nel 1859 allorquando il telegrafo aereo fu sostituito dal telegrafo elettrico via cavo.
Nel 1857, a seguito dell'inizio dei lavori di costruzione dell'Arsenale fu nuovamente ingiunto ai frati di andarsene e di ritirarsi nel convento di Lerici: l'8 giugno di quell'anno furono costretti mediante i Carabinieri ad andarsene. L'edificio, che era stato ceduto dalla Cassa Ecclesiastica al Ministero della Guerra e della Marina, fu occupato dagli Uffici del Genio Militare.
Verso la fine dell'Ottocento cominciò ad accendersi il dibattito tra coloro che volevano sbancare la collina al fine di congiungere la vecchia città con la piana di Migliarina e coloro che invece volevano mantenerla integra: vinse il partito dei demolitori e già nel 1897 i militari dismisero tutte le postazioni sul colle. Il piano regolatore approvato nel 1908, detto “della piana di Migliarina”, sancì lo sbancamento del colle e il conseguente abbattimento di tutte le sue secolari strutture militari e religiose. Dopo un sofferto iter burocratico i lavori di sbancamento iniziarono nel 1921 e, dopo una serie di interruzioni, terminarono nei primi anni trenta del Novecento, determinando il più importante intervento urbanistico civile realizzato alla Spezia nel Novecento.
Nel 1930, per iniziativa di padre Alfonso da Santa Margherita Ligure sorse il nuovo convento, come Santuario votivo in onore dei Marinai caduti in guerra. Nel 1960 vi fu costituita la parrocchia.